# Bundesrealgymnasium Waltergasse
Das Bundesrealgymnasium Waltergasse befindet sich in der Waltergasse Nr. 7 im 4. Wiener Gemeindebezirk Wieden. Die Schule steht unter Denkmalschutz (Listeneintrag).

## Geschichte
Die Schule wurde als eines der frühesten Realschulgebäude Wiens von 1853 bis 1855 vom Baumeister und Architekten Ferdinand Fellner dem Älteren erbaut.
1905 feierte man den fünfzigjährigen Bestand der k.k. Staats-Realschule im IV. Bezirke in Wien, vormals Wiedner Kommunal-Oberrealschule. Das hundertjährige Bestehen der Realschule auf der Wieden (“Walterrealschule”) wurde 1955 gefeiert.

## Architektur
Der freistehende dreigeschoßige Schulbau über einem T-förmigen Grundriss zeigt eine Hauptfront mit Risalitgliederung, der Fensterdekor wurde später entfernt.
Das dreijochige kreuzgratgewölbte Vestibül zeigt ein bemerkenswertes glasüberdachtes Treppenhaus mit einer Gabeltreppe auf schlanken Eisensäulen und in jedem Geschoß eine dreiseitig umlaufende platzlgewölbte Ganggalerie mit zum Treppenhaus geöffneten Arkaden, die abschließende hölzerne Kehlbalkenkonstruktion zeigt jeweils  geschwungene geschnitzte Streben auf Mauerkonsolen über einem hölzernen Rundbogenfries.
Im Foyer befinden sich Gedenktafeln mit Porträtreliefs zu Franz Wallack von Otto Höfner und zu Viktor Kaplan von P. Osce Nasek 1965.

## Persönlichkeiten

### Lehrkörper
Als Lehrer engagiert waren unter anderem:
- Ernst Jandl (Dichter und Schriftsteller, * 1925; † 2000), Deutsch und Englisch, 1953-1977
- Friedrich Polakovics (Schriftsteller, Übersetzer, * 1922; † 2011), Zeichnen/Kunstpflege, 1951–1957
- Stefan Weber (* 1946; † 2018), Werkerziehung und bildnerische Erziehung, 1968–1999

### Schülerinnen und Schüler des BRG
- Walter Gröbchen (* 1962), Journalist, Autor und Musikverleger
- Max Gruber (* 1957/1958), Autor und Regisseur
- Helmut Hofer-Gruber (* 1959), Unternehmensberater und Landtagsabgeordneter
- Sven Hergovich (* 1988), Politiker
- Günther Paal (* 1962), Kabarettist („Gunkl“)
- Harald Sicheritz (* 1958), Drehbuchautor und Regisseur
- Andreas Vitásek (* 1956), Kabarettist und Schauspieler
- Andreas Weigl (* 1961), Sozial- und Wirtschaftswissenschafter

### Schüler der Realschule IV
- Viktor Kaplan (1876–1934), Ingenieur, Erfinder der Kaplan-Turbine
- Leopold Kölbl (1895–1970), Geologe, Rektor der Universität München.
- Ferdinand Lacina (* 1942), Politiker
- Ernst Rappeport (1889–1952), Philosoph, Poet und Theologe
- Walter Rudin (1921–2010), Mathematiker
- Kurt Rydl (* 1947), Opernsänger
- Franz Wallack (1887–1966), Techniker, Planer der Großglockner-Hochalpenstraße[4]